# Olt Károly
Olt Károly (Zágráb, 1904. május 24. – Budapest, 1985. március 22.) magyar politikus, Országgyűlés elnöke, az Elnöki Tanács titkára, miniszter.

## Életpályája
evangélikus felekezetű köztisztviselői-értelmiségi családba született. Családjával a trianoni döntést követően, 1920-ban települtek át Zágrábból Magyarországra. Tanulmányait Zágrábban, majd Budapesten végezte, azonban sosem fejezte be. 1929-től 1944-ig magántisztviselőként dolgozott. 1924 és 1927 között a Pro Christo protestáns diákegyesület tagja volt. 1928-ban került kapcsolatba a Bartha Miklós Társasággal, pontosabban annak balszárnyával. A rajtuk keresztül megismert marxista irodalom hatására egyre inkább baloldali gondolkodásúvá vált, 1929-ben már marxista szemináriumot szervezett. 1930-ban csatlakozott a KMP-hez, amiért (pontosabban illegális kommunista propagandatevékenységért) 1932-1933-ban összesen hét és fél hónapot ült. Szabadulása után rendőri felügyelet alatt maradt, ennek ellenére folytatni tudta illegális propagandatevékenységét különböző legális (szak)szervezeteken belül. Belépett a legális Szociáldemokrata Pártba is, majd az újjászervezett KMP-n belül kezdett munkálkodni, egyebek mellett részt vett az ellenállásban is.
1945. január 20-ától február 15-éig a Magyar Kommunista Párt belvárosi pártbizottságának és a helyi nemzeti bizottságnak volt a tagja. 1945 után is részt vett a szakszervezeti mozgalomban. 1945. június 24-én a Dunántúlról beválasztották az Ideiglenes Nemzetgyűlésbe. Az 1945-ös választáson bejutott a Budapest fővárosi törvényhatósági bizottságba is, aminek 1947-ig alelnöke volt.
1946 és 1956 között tagja volt az MKP illetve az MDP Központi Vezetőségének (KV). 1948-ban Kossuth-érdemrenddel (második osztály) tüntették ki.
Az 1947-es választáson a Magyar Kommunista Párt országos listájáról jutott a parlamentbe. 1947. szeptember 24-én kinevezték a Dinnyés-kormány népjóléti miniszterévé, amit 1949. június 11-éig látott el. 1949. június 8-án megválasztották az Országgyűlés elnökévé, ahonnét alig több mint két hónappal később, augusztus 23-án távozott, mivel az újonnan létrehozott Elnöki Tanács titkárává választották. Rövid hivatali ideje ellenére az ő országgyűlési elnöksége alatt fogadták el a Magyar Népköztársaság Alkotmányát, a Népgazdasági Tanács felállításáról szóló, illetve a földreform befejezéséről szóló törvényt. Az Elnöki Tanács titkári tisztét 1950. február 25-éig töltötte be.
1950. február 25-étől - a korszakban példátlanul - több mint hat és fél éven át, 1956. október 27-éig pénzügyminiszter volt. Az 1956-os forradalom során ő is „oldalt cserélt”. A Munkásőrség alapító tagja, november 12-étől pedig a Forradalmi Munkás-Paraszt Kormány titkárságvezetője, e posztot 1959. június 2-áig töltötte be. Ezután az Állami Egyházügyi Hivatal elnöke lett, és onnan vonult nyugdíjba 1961. október 20-án. Emellett 1957. május 9. és 1961. október 7. között ismét tagja volt az Elnöki Tanácsnak. Országgyűlési mandátumát az 1967-es választásokig tartotta meg, ahol 1953 óta Fejér megyét képviselte.

## Magyarul
- Az 1951. évi költségvetés. Olt Károly, Antos István beszéde; Pénzügyminisztériumi Kiadó, Bp., 1951 (Pénzügyi könyvtár)
- Az 1952. évi költségvetés. Beszédek Olt Károly, Antos István; Vörös Csillag Ny., Bp., 1952 (Pénzügyi könyvtár)